# 張志華 (醫師)
張志華（1969年3月3日—），台灣醫師，為台灣醫療勞動正義與病人安全促進聯盟（簡稱醫勞盟）首任理事長。醫學專長為急診醫學、外傷醫學、災難醫學、重症醫學、醫學資訊學等。

## 生平

### 推動醫療人權改革
2012年3月新北市恩主公醫院急診室，有黑道人士毆打當時值班的主治醫師林憶直等醫護人員，當時張志華對政府未正視急診暴力很憤怒，在臉書創立的「搶救急診室」專頁呼籲衛生署等相關單位，應將急診室環境改善納入評鑑、急診候診區及看診區要分開，還要設置24小時警民專線等建議。發文後，引發網友對於急診室醫護人員困境的憤慨，時任行政院衛生署署長的邱文達親上「搶救急診室」專頁回應，指已聽到急診室醫護人員的心聲，改革建議衛生署也都接受；該成就也受到國際注意，於2011年6月登上國際知名醫學期刊《刺胳針》，成為全球第一個以臉書推動醫療改革的急診室醫護團隊。
另外為了挽救台灣內、外、婦、兒、急診科、護理師六大皆空醫療崩壞的困境、及醫護工時過長過勞等問題，2012年3月他聯合了一群醫師和護理師在臉書籌畫了醫勞盟臉書專頁上線，迄2012年9月已超過4萬多人參與討論。醫勞盟在台北市完成社團立案登記，於2012年9月11日召開成立大會，張志華為首任理事長。

## 著作
- 2014年，《臨床隨行，走出白色巨塔陰影：28位第一線醫療人員的告白，面對醫療崩壞，他們堅持用「愛」終結醫病不信任，捍衛醫學的使命！》，作者：醫勞盟張志華醫師等28位第一線醫療人員 ，出版社：三采，ISBN　9789863422303

## 外部連結
- 搶救急診室的Facebook專頁
- 台灣醫療勞動正義與病人安全促進聯盟 （页面存档备份，存于）
- 醫勞盟的Facebook專頁
- 張志華@粉絲專頁的Facebook專頁
- 張志華的Facebook專頁